# Clã Sasaki
O Clã Sasaki (松平氏, Sasaki-shi), também conhecido como Ōmi Genji, foi um clã do Japão de samurais que ganhou destaque durante os períodos Sengoku e Edo da História do Japão .

## História
Os membros do Clã Sasaki são descendentes diretos do Imperador Uda (868-897) através de seu neto Minamoto no Masanobu (920-993) ( Uda Genji ), mas foram adotadas pelo Seiwa Genji . Minamoto no Nariyori, bisneto de Masazane, é o primeiro que tomou o nome de Sasaki de seu domínio na Província de Ōmi (agora Shiga).
Hideyoshi (1112-1184), um descendente de Nariyori, foi adotado por Minamoto no Tameyoshi (então chefe Seiwa Genji). Participou  da Rebelião Hōgen (1156) e  da Guerra Hattori (1159) com seus tios adotivos, irmãos, sobrinhos, primos e membros do clã. Após a derrota de seu irmão Minamoto no Yoshitomo , foi para o norte em buscando asilo de Fujiwara no Hidehira na Província de Mutsu , mas parou nas teraas de Shibuya Shigekuni ( Província de Sagami ), onde permaneceu 20 anos. Quando seu sobrinho Minamoto no Yoritomo se revoltou contra os Taira , ele e quatro de seus filhos se aliaram aos Minamoto na Guerra Genpei (1180). Hideyoshi foi morto na Batalha de Ōhara (1184) na Província de Ōmi. Ele é o ancestral dos clãs Sasaki, Rokkaku, Amago, Kyōgoku e Kuroda . Os Sasaki receberam do Seiwa Genji o título de shugo (Governador) de Ōmi e outras províncias durante o período Sengoku .
Durante os primeiros anos do Bakufu, o Clã Sasaki tinha se dividido em grupos rivais. Em 1221 quando estourou a Guerra Jōkyū esta divisão tornou-se em brecha aberta entre Takashige (filho de Tsunetaka e Shugo de Awa) e seu sobrinho Hirotsuma (líder do clã e shugo de Ōmi, Iwami e Nagato; que estavam do lado do Imperador Go-Toba, contra o irmão mais novo de Hirotsuna, Nobutsuna e outros membros da família se mantiveram fiel a Hōjō Yoshitoki e ao Shogunato Kamakura.
A morte de Nobutsuna em 1242 levou a uma disputa sobre sua herança. Seu primeiro filho, Hirotsuna e o terceiro filho (a quem Nobutsuna tornou seu herdeiro), Yasutsuna. Assim que Yasutsuna herdou o posto Shugo e todas as terras associadas, Shigetsuna foi se queixar ao Bakufu que como filho mais velho, deveria receber as participações adquiridas por seu pai além do título se Shugo. Após a audiência desta disputa, o Shogunato prontamente expropriou os latifúndios extras, argumentando que eles foram adquiridos ilegalmente e acabou oferecendo a Yasutsuna uma residência em Quioto que era chamada Rokkaku a partir de então Yasutsuna assume o nome e forma o Clã Rokkaku

## Genealogia
```
                                 
Imperador Uda
(867-931)
                                  ┃
                                 
Príncipe Atsumi
(893-967)
                                  ┃
                                 
Minamoto no Masanobu
(920-993)
                                  ┃
                                 
Minamoto no Sukenori
 (951-998)
                                  ┃
                                 
Minamoto no Nariyori
 (
Sasaki no Nariyori
, 976-1003)
                                  ┃
                                 
Sasaki no Yoshitsune
 (1000-1058)
                                  ┃
                                 
Sasaki Tsunekata

                                  ┃
                                 
Sasaki Tametoshi

                                  ┃
                                 
Sasaki Hideyoshi
(1112-1184)
                                  ┣━━━━━━┳━━━━━━━┳━━━━━━━┳━━━━━━┓
                               〇
Sadatsuna
  〇
Tsunetaka
  〇
Moritsuna
  〇
Takatsuna
  
Yoshikiyo

    ┏━━━━━┳━━━━━┳━━━━┫           ┃            ┃            ┃           ┣━━━━━┓

Hirotsuna
  
Sadashige
  
Hirosada
  
Nobutsuna
    
Takashige
    
Clã Kaji
    
Shigetuna
      
Masayoshi
  
Yasukiyo

    ┏━━━━━━┳━━━━━━━━━╋━━━━━━━━┓                                  ┏━━━━━━╋━━━━━━┓

Clã Ohara
　
Clã Takashima
　   
Clã Rokkaku
　   
Clã Kyōgoku
                          
Yoriyasu
  　
Yoshiyasu
　   
Muneyasu

                                                                                     ┃           ┃          ┃
                                                                                 
Clã Enya
　   
Clã Toda
　  
Clã Takaoka
```

Notas : Os samurais em negrito foram Líderes do Clã.

　　               "〇" -- samurais que lutaram junto com  Yoritomo .